# فريدريك لوتز (أستاذ جامعي)
فريدريك لوتز (بالألمانية: Friedrich A. Lutz)‏ هو اقتصادي ألماني، ولد في 29 ديسمبر 1901 في زاربورغ في ألمانيا، وتوفي في 4 أكتوبر 1975 في زيورخ في سويسرا.